# Irmahønen
Irmahønen er et karakteristisk neonreklameskilt for supermarkedskæden Irma, der er placeret på en bygning ved Dronning Louises Bro og Sortedams Sø på Nørrebro i København. 
Reklamen forestiller en høne, der lægger kulørte æg syv gange i minuttet. Den blev installeret i 1936. I 1950 blev æggene gjort større, og i 1953 begyndte hønen at åbne og lukke næbbet. Den er en af flere neonreklamer på bygningerne, der ejedes af Irmas grundlægger, Carl Schepler. Blandt de andre er et ur og en reklame for Irma Kaffe.
Irmahønen var slukket under mørkelægningen under besættelsen, efter decemberorkanen 1999 og senere i forbindelse med Earth Hour i 2009.
Den blev igen midlertidigt slukket 28. sept. 2017, i det tagkonstruktionen på bygningen skulle renoveres. Mens dette pågik fik den folkekære høne midlertidig bopæl på det biodynamiske landbrug Knuthenlund på Lolland. Kommunen bestemte dog at den ikke måtte lyse mellem kl. 20-08. I maj 2018 kom hønen tilbage til sin vante plads.
Kim Larsen synger om Irmahønen i sangen Hjerter Dame, der er med på albummet Forklædt som voksen fra 1986.